# Let Us Pray
Let Us Pray – debiutancki album amerykańskiej grupy muzycznej Vital Remains. Wydaniem zajęło się Peaceville Records w roku 1992.

## Lista utworów
1. "War in Paradise" –  7:44
2. "Of Pure Unholiness" –  6:39
3. "Ceremony of the Seventh Circle" –  6:58
4. "Uncultivated Grave" –  7:01
5. "Malevolent Invocation" –  4:10
6. "Isolated Magick" –  5:13
7. "Cult of the Dead" –  7:09
8. "Frozen Terror" –  5:47
9. "Amulet of the Conquering" –  5:32